# La familia Addams
La familia Addams  es una familia ficticia creada por el dibujante estadounidense Charles Addams. Aparecieron originalmente en una serie de 150 cómics de una sola viñeta, aproximadamente la mitad de los cuales se publicaron en The New Yorker durante un periodo de 50 años desde su creación en 1938. Desde entonces, se han adaptado a otros medios, como la televisión, el cine, los videojuegos, los cómics, un musical y diversa mercadotecnia.
Los Addams son una inversión satírica del ideal de familia nuclear de clase media estadounidense de posguerra: un extraño clan de viejos ricos que se deleitan con lo macabro y aparentemente no son conscientes o no les preocupa que otras personas los encuentren extraños o aterradores. Los miembros de la familia no fueron nombrados hasta la serie de televisión de 1964. La familia Addams está formada por Gómez y Morticia Addams, sus hijos Miércoles y Pugsley, y sus familiares más cercanos, el tío Fétido y la abuela, su mayordomo Lurch, y el pulpo Aristóteles, mascota de Pugsley. La Cosa (más tarde una mano incorpórea) se introdujo en 1954, y el primo de Gómez, Itt, el león mascota de Morticia, Kitty Kat, y la planta carnívora de Morticia, Cleopatra, en 1964. Pubert Addams, el hermano pequeño de Miércoles y Pugsley, fue presentado en la película de 1993 Addams Family Values. 
En 1964 la serie de televisión de imagen real se estrenó en ABC y duró dos temporadas. Posteriormente, esta serie inspiró a una película para televisión titulada Halloween with the New Addams Family con apariciones breves del elenco en otros programas. Sin relación con la serie, en 1973 se emitió una serie animada. La franquicia revivió en la década de 1990 con una serie de largometrajes que consta de The Addams Family (1991) y Addams Family Values (1993). Las películas inspiraron una segunda serie animada (1992-1993) que se desarrolla en el mismo universo ficticio. La serie se reinició con una película directamente para video en 1998 y una serie de televisión derivada (1998-1999). En 2010 se estrenó una adaptación musical en Brodway con Nathan Lane y Bebe Neuwirth, que fue nominada a dos premios Tony y ocho premios Drama Desk Awards. La serie se reinició nuevamente en 2019 con la película animada The Addams Family, que condujo a una secuela en 2021. En 2022, Netflix estrenó la serie original Wednesday.
La franquicia se ha convertido en un elemento básico de la cultura popular. Ha dado lugar a una serie de videojuegos, libros académicos y bandas sonoras que se basan en su tema musical nominado al Grammy. Han tenido una profunda influencia en los cómics, el cine y la televisión estadounidenses, y se consideran una inspiración para la subcultura gótica y su moda.

## Origen

### Dibujos originales deThe New Yorker(1938-1964)
Charles Addams comenzó como caricaturista en The New Yorker con un boceto de un limpiador de ventanas que se publicó el 6 de febrero de 1932. La primera caricatura de La Familia Addams se publicó en 1938, en una sola viñeta de broma. Charles Addams se convirtió en un colaborador habitual de The New Yorker y dibujó aproximadamente 1300 caricaturas desde entonces hasta su muerte en 1988. 58 de ellas presentarían a la familia Addams, la mayor parte de ellas publicadas en las décadas de 1940 y 1950.
En 1946, Addams conoció al escritor de ciencia ficción Ray Bradbury después de dibujar una ilustración para el cuento de Bradbury "Homecoming" en la revista Mademoiselle, el primero de una serie de cuentos que narran las crónicas de una familia de monstruos de Illinois, los Elliott, que guardan un gran parecido con la familia Addams. Bradbury y Addams se hicieron amigos y planearon colaborar en un libro de la historia completa de la familia Elliott, con Bradbury como escritor y Addams como ilustrador, pero nunca se materializó. Las historias de la familia Elliott de Bradbury se recopilaron en From the Dust Returned (2001), con una narrativa conectada, una explicación de su trabajo con Addams y la ilustración de Mademoiselle de Addams de 1946 utilizada para la cubierta del libro. Aunque los propios personajes de Addams estaban bien establecidos en el momento de su encuentro inicial, en una entrevista en 2001, Bradbury afirmó que Addams "siguió su camino y creó la familia Addams y yo seguí mi propio camino y creé mi familia en este libro".
Addams también publicó varias colecciones fuera de The New Yorker, siendo la más notable Dear Dead Days: A Family Album en 1959. William Shawn, el editor de The New Yorker, impidió que se imprimieran más caricaturas de la familia Addams después del lanzamiento de la franquicia televisiva en 1964.

### Adaptaciones a la televisión y ascenso a la popularidad (1964-1977)
Una adaptación televisiva de 1964 llevó la serie a un público mucho más amplio y fue bien recibida. El productor Nat Perrin dio a los personajes y las historias un enfoque "menos malvado" que el de Addams en los dibujos animados, haciendo hincapié en elementos más ligeros y cómicos. Stephen Cox se refirió más tarde a la serie como "más alocada que espeluznante". La popular serie, emitida por la cadena ABC, sólo duró dos temporadas. 
La serie ha permanecido en la cultura popular incluso después de la conclusión de la serie; un claro ejemplo es el movimiento de baile "Lurch" que siguió siendo popular durante la década de los 60. A su vez, la serie de televisión se transmitió durante varios años, y en algunos lugares continuó hasta 1991. En 1972 la familia tuvo una aparición animada en Scooby-Doo y en 1973 se presentó una serie animada. La serie animada contó con un nuevo elenco a excepción de Felix Silla, quien regresó como Cousin Itt. Un especial de Halloween, Halloween con la nueva familia Addams, reunió a la mayor parte del elenco original de la serie de 1964.